# 298
298是297與299之間的自然數。

## 在數學中
- 合數，正因數有1、2、149和298。
質因數分解為{\displaystyle 2\times 149}。
- 虧數，真因數和為152，虧度為146。
- 不尋常數，大於平方根的質因數為149。
- 第93個半質數。前一個為295、下一個為299。
- 無平方數因數的數。
- 十进制的奢侈數。
- 無平方數因數的數
- {\displaystyle 6\times 298\pm 1}是孿生質數

## 在人類文化中
- 日本明石海峽大橋的橋塔高達298.3公尺，僅次於法國密佑高架橋
- 昂船洲大橋橋塔高度298公尺
- 法羅群島的國際電話區號為298
- 《突破》雜誌從創刊到停刊共發行了298期
- 香港灣仔區的298電腦特區(因其位於灣仔區軒尼詩道298號而得名)

## 在科學中
- 化學的標準狀態是1atm、298K
- 1862年，萊昂·傅科測得光速為298,000千米每秒，與精確值差僅0.6%

## 在天文中
- NGC 298 是鯨魚座的一個星系

## 在其他領域中
- 西元298年和前298年